# Alícia Pérez Borràs
Alícia Pérez Borràs   (Lleida, 1971) és una actriu catalana de dilatada carrera teatral i televisiva. És coneguda pel personatge de Marta Giralt a la sèrie La Riera (2010-2017) de TV3, que és la cap de sala, directora, sommelier de Can Riera en les temporades (2-3 i 5-6).
Alícia Pérez també té una llarga trajectòria teatral. Ha treballat amb directors com ara Xavier Albertí, Àlex Rigola, entre d'altres. Destaca la seva participació el Teatre Lliure, a la companyia estable durant els anys (2003-2011), en la qual va coincidir amb actors com Pere Arquillué, Julio Manrique, Joan Carreras, Chantal Aimée entre d'altres. Van fer moltes gires arreu de Catalunya, l'Estat Espanyol, fins i tot a l'estranger. Ha donat cursus a l'Escola d’Educació Especial Plançó a Lleida.

## Filmografia
- 07:58:13, Universitat Pompeu Fabra de BCN (2001)
- Lo Cartanyà, TV3, El Terrat Produccions (2005)
- Máxima pena, Salto de Eje (2005)
- Mar de fons, TV3, Diagonal TV (2006)
- Nit bus, Salto de Eje (2006)
- Hospital Central, Tele5, Video Media (2007)
- La Via Augusta, TV3, Ovideo TV (2007)
- 23F, el dia més difícil del rei, TVE, ALEADocs&Films (2008). Dir. Silvia Quer
- El porvenir es largo, TVE, FicciónTV-Zeta Audiovisual (2008)
- La que se avecina, Tele5, Alba Adriatica (2009)
- Operación Malaya, TVE, Mediapro (2010). Dir. Manuel Huerga.
- La Riera Produccions de Televisió de Catalunya, TV3, (2010). Dir. Esteve Rovira.
- Insensibles, A Contracorriente Films.(2012) Dir. Juan Carlos Medina[5]

## Papers rellevants
En la sèrie La Riera té el paper de Marta Giralt, la cap de sala, directora i sommelier de Can Riera durant les temporades 2-3 i 5-6. També va ser l'esposa d'Ernest Guitart, interpretat per David Selvas. La Marta de petita va patir d'abusos per en Mauri Riera, personatge interpretat per Francesc Lucchetti i Farré, tot i que avui dia ho té superat. Des de la temporada 7 ha continuat a la sèrie en moments puntuals. Ja que es parella de Joaquim Gamell actual director de Can Riera, interpretat per Santi Ricart. Va obrir el negoci de la Masia Rural amb la Gràcia (la cuinera vegana de la Barra del Port) paper de l'actriu Laura Sancho. Fins que aquesta va plegar i llavors es va associar amb els ex-xefs de Can Riera, Maribel Pereira i Sergi Guitart interpretats per Montse Morillo i Jordi Planas al final de la vuitena temporada.